# 加藤淳司
加藤 淳司（かとう じゅんじ、1956年〈昭和31年〉5月12日 - ）は、日本の政治家。岐阜県土岐市長（2期目）。

## 来歴
岐阜県出身。岐阜県立岐阜高等学校を経て、1979年に早稲田大学第一文学部を卒業し、同年土岐市役所入庁。同市経済環境部長、総務部長などを歴任し、2017年同市副市長に就任。
2018年に、2019年度第19回統一地方選挙土岐市長選に出馬することを表明。同市長選では、立候補を表明していた元土岐市議会議員の塚本俊一が出馬を断念したため、無投票で当選した。
2023年、第20回統一地方選挙に出馬し、無投票で再選。